# 582 Olympia
582 Olympia este un asteroid din centura principală, descoperit pe 23 ianuarie 1906, de August Kopff.